# André Pilette
André Pilette, född 6 oktober 1918 i Paris, död 27 december 1993 i Etterbeek, var en belgisk racerförare. Han är far till F1-föraren Teddy Pilette.

## F1-karriär
| Säsong | Stall/Tillverkare                  | Poäng | Placering |
| ------ | ---------------------------------- | ----- | --------- |
| 1951   | Ecurie Belgique (Talbot-Lago T26C) | 0     | -         |
| 1953   | Ecurie Belge (Connaught Type A)    | 0     | -         |
| 1954   | Equipe Gordini                     | 2     | 18        |
| 1956   | Equipe Gordini Scuderia Ferrari    | 0     | -         |
| 1961   | André Pilette (Emeryson-Climax)    | 0     | -         |
| 1963   | André Pilette (Lotus 18/21)        | 0     | -         |
| 1964   | Equipe Scirocco Belge              | 0     | -         |